# البحرين في دورة الألعاب العالمية للفروسية 2014
تنافست البحرين في دورة الألعاب العالمية للفروسية 2014 في منطقة النورماندي بفرنسا. مثل البحرين خمسة رياضيين في سباقات التحمل.

## القدرة على التحمل
| الرياضي                                                                      | الحصان           | المسابقة | النهائي        | النهائي        |
| الرياضي                                                                      | الحصان           | المسابقة | النتيجة        | الترتيب        |
| ---------------------------------------------------------------------------- | ---------------- | -------- | -------------- | -------------- |
| عيسى الهزاع                                                                  | رجا دو روتش      | فردي     | 9:22:43        | 10             |
| ناصر بن حمد آل خليفة                                                         | ضب               | فردي     | لم ينهي السباق | لم ينهي السباق |
| إبراهيم بن محمد آل خليفة                                                     | أونيريك دي بتشرل | فردي     | لم ينهي السباق | لم ينهي السباق |
| جعفر حسن                                                                     | بريسيج دي كروز   | فردي     | لم ينهي السباق | لم ينهي السباق |
| رائد محمود                                                                   | سوريا لا ماجوري  | فردي     | لم ينهي السباق | لم ينهي السباق |
| عيسى الهزاع إبراهيم بن حمد آل خليفة ناصر بن حمد آل خليفة جعفر حسن رائد محمود | أنظر فوق         | الجماعي  | خرج            | خرج            |